# Tannodia pennivenia
Tannodia pennivenia är en törelväxtart som beskrevs av Radcl.-sm.. Tannodia pennivenia ingår i släktet Tannodia och familjen törelväxter. Inga underarter finns listade i Catalogue of Life.